# Marganell
Marganell település Spanyolországban, Barcelona tartományban. Lakosainak száma 308 fő (2024).

## Földrajza
Marganell Castellgalí, Sant Vicenç de Castellet, Monistrol de Montserrat, Castellbell i el Vilar, El Bruc és Sant Salvador de Guardiola községekkel határos.

## Népesség
A település lakosságának változását az alábbi diagram mutatja:
| Lakosok száma | 61   | 308  | 249  | 307  | 217  | 243  | 308  | 297  | 266  | 308  |
|               | 1717 | 1887 | 1936 | 1960 | 1986 | 2004 | 2009 | 2014 | 2019 | 2024 |